# Kou Khchak
Kou Khchak es una comuna (khum) del distrito de Kampong Trabaek, en la provincia de Prey Veng, Camboya. En marzo de 2008 tenía una población estimada de 13 341 habitantes.
Se encuentra ubicada al sur del país, a escasa distancia de los ríos Mekong y Bassac, y de la frontera con Vietnam.